# Tapirus kabomani
Tapirus kabomani és una de les cinc espècies vivents de tapir, així com la més petita d'entre elles. T. kabomani viu a la selva amazònica, on sembla simpàtric amb el tapir amazònic (T. terrestris). En ser descrit el 2013, T. kabomani es convertí en la primera espècie de perissodàctil descoberta en més de cent anys.

## Sistemàtica
Anàlisis morfològiques i filogenètiques han revelat que T. kabomani fou el primer dels tres tapirs endèmics de Sud-amèrica a divergir de la resta del grup.
|  | T. kabomani |
|  | |
|  | \| \| T. terrrestris (tapir amazònic (clúster de l'Equador) \| \| \| \| \| \| T. pinchaque (tapir de muntanya) \| \| \| \| \| \| T. terrestris (clúster del Brasil i altres clústers) \| \| \| \| |
|  | |
|  | T. terrrestris (tapir amazònic (clúster de l'Equador) |
|  | |
|  | T. pinchaque (tapir de muntanya) |
|  | |
|  | T. terrestris (clúster del Brasil i altres clústers) |
|  | |

|  | T. terrrestris (tapir amazònic (clúster de l'Equador) |
|  |                                                       |
|  | T. pinchaque (tapir de muntanya)                      |
|  |                                                       |
|  | T. terrestris (clúster del Brasil i altres clústers)  |
|  |                                                       |

|  | T. kabomani |
|  | |
|  | \| \| T. terrrestris (tapir amazònic (clúster de l'Equador) \| \| \| \| \| \| T. pinchaque (tapir de muntanya) \| \| \| \| \| \| T. terrestris (clúster del Brasil i altres clústers) \| \| \| \| |
|  | |
|  | T. terrrestris (tapir amazònic (clúster de l'Equador) |
|  | |
|  | T. pinchaque (tapir de muntanya) |
|  | |
|  | T. terrestris (clúster del Brasil i altres clústers) |
|  | |

|  | T. terrrestris (tapir amazònic (clúster de l'Equador) |
|  |                                                       |
|  | T. pinchaque (tapir de muntanya)                      |
|  |                                                       |
|  | T. terrestris (clúster del Brasil i altres clústers)  |
|  |                                                       |

|  | T. kabomani |
|  | |
|  | \| \| T. terrrestris (tapir amazònic (clúster de l'Equador) \| \| \| \| \| \| T. pinchaque (tapir de muntanya) \| \| \| \| \| \| T. terrestris (clúster del Brasil i altres clústers) \| \| \| \| |
|  | |
|  | T. terrrestris (tapir amazònic (clúster de l'Equador) |
|  | |
|  | T. pinchaque (tapir de muntanya) |
|  | |
|  | T. terrestris (clúster del Brasil i altres clústers) |
|  | |

|  | T. terrrestris (tapir amazònic (clúster de l'Equador) |
|  |                                                       |
|  | T. pinchaque (tapir de muntanya)                      |
|  |                                                       |
|  | T. terrestris (clúster del Brasil i altres clústers)  |
|  |                                                       |

|  | T. kabomani |
|  | |
|  | \| \| T. terrrestris (tapir amazònic (clúster de l'Equador) \| \| \| \| \| \| T. pinchaque (tapir de muntanya) \| \| \| \| \| \| T. terrestris (clúster del Brasil i altres clústers) \| \| \| \| |
|  | |
|  | T. terrrestris (tapir amazònic (clúster de l'Equador) |
|  | |
|  | T. pinchaque (tapir de muntanya) |
|  | |
|  | T. terrestris (clúster del Brasil i altres clústers) |
|  | |

|  | T. terrrestris (tapir amazònic (clúster de l'Equador) |
|  |                                                       |
|  | T. pinchaque (tapir de muntanya)                      |
|  |                                                       |
|  | T. terrestris (clúster del Brasil i altres clústers)  |
|  |                                                       |